# Hochschule für Musik und Theater „Felix Mendelssohn Bartholdy“ Leipzig

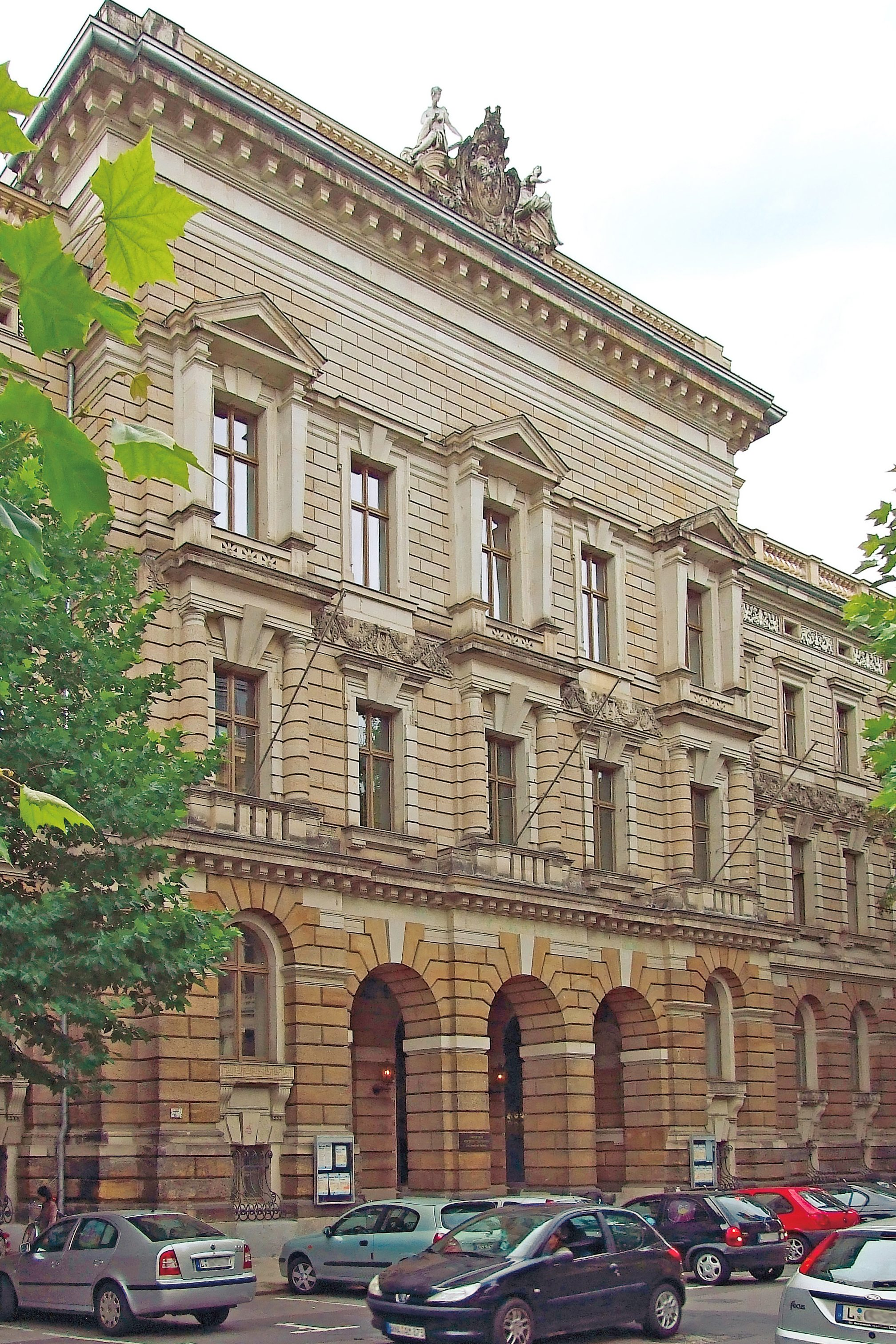
Huvudingången på Grassistraße.

Hochschule für Musik und Theater „Felix Mendelssohn Bartholdy“ Leipzig (förkortat HMT Leipzig) är en statlig högskola i Leipzig. Den grundades 1843 av Gewandhauskapellmästaren, pianisten och tonsättaren Felix Mendelssohn Bartholdy som Conservatorium der Musik och är den äldsta musikhögskolan i Tyskland. Den utvecklades snabbt till en av de mest välrenommerade i Europa.

## Högskolans namn
- 1843–1876: Conservatorium der Musik
- 1876–1924: Königliches Konservatorium der Musik zu Leipzig
- 1924–1941: Landeskonservatorium der Musik zu Leipzig
- 1941–1944: Staatliche Hochschule für Musik, Musikerziehung und darstellende Kunst
- 1946–1972: Staatliche Hochschule für Musik – Mendelssohn-Akademie
- 1972–1992: Hochschule für Musik „Felix Mendelssohn Bartholdy“
- sedan 1992: Hochschule für Musik und Theater „Felix Mendelssohn Bartholdy“ Leipzig